# Ludwig Karl Georg Pfeiffer
Ludwig Karl Georg Pfeiffer (Kassel, 4 luglio 1805 – Kassel, 2 ottobre 1877) è stato un botanico, patologo e concologo tedesco.

## Biografia
Ottenne la sua formazione a Kassel e divenne professore di patologia nel 1828. Lavorò come chirurgo a Cracovia durante la ribellione polacca del 1831, viaggiò, successivamente, in Europa e nel 1839 gli stato assegnato dal governo bavarese un compito che consisteva di studiare la storia naturale delle Indie Occidentali. Rimase per più di due anni a Cuba, poi ha visitato la maggior parte delle isole indiane. Al suo ritorno in Europa, ha pubblicato Monographia Heliceorum viventium (4 vol., Lipsia, 1847-48, supplemento, 1853); Symbola ad historiam heliceorum (3 vol., Cassel, 1851-56); e altre opere.

## Specie
- Buccinum pusillum  Pfeiffer, 1840 è sinonimo di Astyris lunata (Say, 1826)
- Cerithium martinianum  Pfeiffer, 1840 è sinonimo di  Rhinoclavis fasciata  (Bruguière, 1792)
- Cerithium pallidum  Pfeiffer, 1840 è sinonimo di  Bittiolum varium  (Pfeiffer, 1840)
- Cerithium varium  Pfeiffer, 1840 è sinonimo di  Bittiolum varium  (Pfeiffer, 1840)
- Glugea cladocera  Pfeiffer
- Marginella pellucida  Pfeiffer, 1840 è sinonimo di  Prunum pellucidum  (Pfeiffer, 1840)
- Melampus cristatus  Pfeiffer, 1854
- Melampus floridanus  Pfeiffer, 1856
- Murex martinianus  Pfeiffer, 1840 è sinonimo di  Pterynotus alatus  (Röding, 1798)
- Natica livida  Pfeiffer, 1840
- Nucula hartvigiana  Pfeiffer in Dohrn, 1864
- Omphalotropis  Pfeiffer, 1851
- Omphalotropis guamensis  Pfeiffer, 1857
- Omphalotropis plicosa  Pfeiffer, 1852
- Paludinella  Pfeiffer, 1841
- Physella  Pfeiffer, 1861
- Sculptaria  Pfeiffer, 1855
- Sunetta (Sunettina)  Pfeiffer, 1869
- Sunettina  Pfeiffer, 1869
- Terebra maculosa  Pfeiffer, 1840 è sinonimo di  [Acus maculatus]  (Linnaeus, 1758)
- Truncatella barbadensis  Pfeiffer, 1867
- Truncatella californica  Pfeiffer, 1857
- Truncatella ceylanica  Pfeiffer, 1857
- Truncatella pulchella  Pfeiffer, 1839
- Venus puella  Pfeiffer in Philippi, 1846 è sinonimo di  Anomalocardia puella  (Pfeiffer in Filippi, 1846)
- Asperiscala pfeifferi  (de Boury, 1913) è sinonimo di  Epitonio candeanum  (d'Orbigny, 1842)
- Astarte pfeifferi  Philippi, 1849 è sinonimo di  Crassinella lunulata  (Conrad, 1834)
- Azorica pfeifferae  Carter, 1876 è sinonimo di  Leiodermatium pfeifferae  (Carter, 1876)
- Cerithium  ( Proclava )  pfeifferi  (Dunker, 1882) è sinonimo di  Rhinoclavis (Proclava) sordidula
- Clava pfeifferi  (Dunker, 1882) è sinonimo di  Rhinoclavis (Proclava) sordidula  (Gould, 1849)
- Clava turritum var. pfeifferi  (Dunker, 1882) è sinonimo di "Rhinoclavis (Proclava) sordidula" (Gould, 1849)
- Cymatium pfeifferianum  (Reeve, 1844)
- Engraulis pfeifferi  Bleeker, 1852 è sinonimo di  Setipinna breviceps  (Cantor, 1849)
- Eutritonium pfeifferianum  Reeve è un sinonimo di  Cymatium pfeifferianum  (Reeve, 1844)
- Fusus pfeifferi  Philippi, 1846 è sinonimo di  Pseudolatirus pfeifferi  (Philippi, 1846)
- Gibberula pfeifferi  Faber, 2004
- Laimodonta pfeifferi  Dunker a Pfeiffer, 1860 è sinonimo di  Allochroa layardi  (H. Adams & A. Adams, 1855)
- Leiodermatium pfeifferae  (Carter, 1876)
- Nassarius pfeifferi  (Philippi, 1844)
- Polynemus pfeifferi  Bleeker, 1853 è sinonimo di  Filimanus xanthonema  (Valenciennes, 1831)
- Pseudolatirus pfeifferi  (Philippi, 1846)
- Reticutriton pfeifferianus  (Reeve, 1844)
- Sargassum obovatum  var.  pfeifferae  (Grunow) Grunow, 1915
- Sargassum pfeifferae  Grunow, 1874 è sinonimo di  Sargassum obovatum  var.  pfeifferae  (Grunow) Grunow, 1915
- Sodaliscala pfeifferi  de Boury, 1913 è sinonimo di  Epitonio candeanum  (d'Orbigny, 1842)
- Solen pfeifferi  Dunker, 1862
- Tichogonia pfeifferi  Dunker, 1853 è sinonimo di  Mytilopsis sallei  (Récluz, 1849)
- Triton pfeifferianus  Reeve, 1844 è sinonimo di  Reticutriton pfeifferianus  (Reeve, 1844)
- Vertagus pfeifferi  Dunker, 1882 è sinonimo di  Rhinoclavis  ( Proclava )  sordidula  (Gould, 1849)

## Opere
- 1821 - Naturgeschichte deutscher Land- und Süsswasser-Mollusken. Erste Abtheilung. - pp. I-X [= 1-10], 1-134, [1-2]. Weimar. (Landes-Industrie-Comptoir).
- 1837 - Beschreibung und Synonymik der in deutschen Gärten lebend vorkommenden Cacteen... (L. Öhmigke, Berlin, 1837).
- 1841-1846 - Symbolae ad historiam Heliceorum (T. Fischeri, Cassel, 1841–1846).
- 1846 - Die Gattungen Daudebardia, Simpulopsis, Vitrina und Succinea (Bauer et Raspe, Nuremberg, 1846). In: Küster H. C. et al. (eds.). Systematisches Conchylien Cabinet von Martini und Chemnitz, J. H. Casselis, 1(part. 11): 1-59, pls. 1-6.
- 1846 - Die gedeckelten Lungenschnecken (helicinacea et cyclostomacea) in Abbildungen nach der Natur. (deux volumes, Bauer et Raspe, Nuremberg, 1846).
  - volume 1
  - 1846 volume 2.
- Die Schnirkelschnecken (Gattung Helix) in Abbildungen nach der Natur, mit Beschreibungen (deux parties en un volume, Bauer et Raspe, Nuremberg, 1846) — ces trois derniers volumes font partis de Neues systematisches Conchylien-Cabinet de Friedrich Wilhelm Martini (1729-1778) et de Johann Hieronymus Chemnitz (1730-1800).
- 1847 - Flora von Niederhessen und Münden. Beschreibung aller im Gebiete wildwachsenden und im grossen angebauten Pflanzen. (T. Fischer, Cassel, 1847).
- 1848-1877 - Monographia heliceorum viventium, sistens descriptiones... omnium huius familiae generum et specierum... (huit volumes, F.A. Brockhaus, Leipzig, 1848 à 1877).
- 1854-1879 - Novitates conchologicae. Series I-V. Mollusca extramarina (cinq volumes, T. Fischer, Cassel, de 1854 à 1879).
  - 1854-1860. volume I.
  - 1861-1866. volume II.
  - 1867-1869. volume III.
  - 1870-1876. volume IV.
  - 1877-1879. volume V.
- 1852 - Conspectus Cyclostomaceorum emendatus et auctus. Pneumonopomorum monographiae prodromus.
- 1855 - Catalogue of phanero-pneumona or terrestrial operculated mollusca in the collection of the British Museum (Woodfall et Kinder, Londres, 1855).
- 1855 - Catalogue of Pulmonata or air-breathing Mollusca, in the collection of the British Museum. part I.
- 1856 - Monographia auriculaceorum viventium. Sistens descriptiones systematicas et criticas omnium hujus familiae generum et specierum hodie cognitarum, nec non fossilium enumeratione. Accedente proserpinaceorum necnon generis Truncatellae historia. (T. Fischer, Cassel, 1856).
- 1857 - Catalogue of Auriculidae. Proserpinidae and Truncatellidae in the collection of the British Museum (Taylor et Francis, 1857). Link
- 1858, 1865, 1876 - Monographia pneumonopomorum viventium.
  - 1852. Monographia pneumonopomorum viventium ... accedente fossilium enumeratione (1852) (copy 2)
  - 1858. supplement 1.
  - 1865. supplement 2.
  - 1876. supplement 3.
- 1862 - Die Gattung Cylindrella Pfr. in Abbildungen nach der Natur mit Beschreibungen. Link
- 1869 - Die Familie der Venusmuscheln, Veneracea, nebst einen Anhange enthaltend die Chemnitz'schen Lucinen, Galaten und Corbis (Bauer et Raspe, Nuremberg, 1869) — édité dans la série Systematisches Conchylien-Cabinet von Martini und Chemnitz.
- Synonymia botanica locupletissima generum, sectionum vel subgenerum ad finem anni 1858 promulgatorum (deux volumes, T. Fischer, Cassel, 1870–1874).
- 1873-1874 - Nomenclator botanicus. Nominum ad finem anni 1858 publici juris factorum, classes, ordines, tribus, familias, divisiones, genera, subgenera vel sectiones designantium enumeratio alphabetica. Adjectis auctoribus, temporibus, locis systematicis apud varios, notis literariis atque etymologicis et synonymis (deux tomes en quatre volumes, T. Fischer, Cassel, 1873–1874).
  - 1873 volume 1
- 1881 - Nomenclator heliceorum viventium quo continentur nomina omnium hujus familiae generum et specierum hodie cognitarum disposita ex affinitate naturali (édition posthume, T. Fischer, Cassel, 1881).

| Pfeiff. è l'abbreviazione standard utilizzata per le piante descritte da Ludwig Karl Georg Pfeiffer. Consulta l'elenco delle piante assegnate a questo autore dall'IPNI. |

| Pfeiffer è l'abbreviazione standard utilizzata per le specie animali descritte da Ludwig Karl Georg Pfeiffer. Categoria:Taxa classificati da Ludwig Karl Georg Pfeiffer |